# Terry Funk
Terrence Funk beter bekend als Terry Funk (Hammond (Indiana), 30 juni 1944 – Phoenix (Arizona), 23 augustus 2023) was een Amerikaans acteur en professioneel worstelaar. Hij was de zoon van Dory Funk en de broer van Dory Funk Jr..
Funk overleed op 79-jarige leeftijd.

## In worstelen
- Finishers en signature moves
  - Piledriver
  - Rolling moonsault
  - Spinning toe hold
  - Brainbuster
  - Crossface
  - Double underhook suplex
  - Fireball
  - Hangman's neckbreaker
  - Outside cradle
  - Punching combination
  - Snap DDT
  - Texas Piledriver

- Bijnamen
  - "Be Nice" Terry Funk
  - "The Texan" Terry Funk
  - "Middle Aged and Crazy" Terry Funk
  - "The Hardcore Icon"
  - "The Funker"
  - "The Lord of the Hardcore"
  - "The Texas Bronco"
  - "Wrestling's Living Legend"
  - "The Hardcore / Living Hardcore Legend"
  - "The King of Hardcore"
  - "The Dirty Funker"
  - "The One and Only Living Legend"
  - "One Bad Mother Funker"
  - "Terrible" Terry Funk

- Managers
  - Jimmy Hart
  - Gary Hart
  - Tammy Lynn Sytch
  - Beulah McGillicutty
  - Paul Heyman

## Prestaties
- All Japan Pro Wrestling
  - World's Strongest Tag Team League (1977, 1979, 1982; 3 keer met Dory Funk Jr.)

- Cauliflower Alley Club
  - Iron Mike Mazurki Award (2005)

- Championship Wrestling from Florida
  - NWA Florida Heavyweight Championship (1 keer)
  - NWA Florida Southern Heavyweight Championship (2 keer)
  - NWA Florida Television Championship (1 keer
  - NWA Florida Tag Team Championship (1 keer met Dory Funk Jr.)
  - NWA North American Tag Team Championship (Florida versie) (1 keer met Dory Funk Jr.)
  - NWA World Heavyweight Championship (1 keer)

- Eastern Championship Wrestling / Extreme Championship Wrestling
  - ECW Television Championship (1 keer)
  - ECW World Heavyweight Championship (2 keer)

- Georgia Championship Wrestling
  - NWA Georgia Tag Team Championship (1 keer met Dory Funk Jr.)
  - NWA Georgia Television Championship (1 keer)

- International Wrestling Association of Japan
  - IWA World Heavyweight Championship (2 keer)

- Juggalo Championship Wrestling
  - JCW Heavyweight Championship (1 keer)

- Mid-Atlantic Championship Wrestling / World Championship Wrestling
  - WCW Hall of Fame (Class of 1995)
  - NWA United States Heavyweight Championship (Mid-Atlantic version) (1 keer)
  - WCW Hardcore Championship (3 keer)
  - WCW United States Heavyweight Championship (1 keer)

- NWA Hollywood Wrestling
  - NWA Americas Heavyweight Championship (1 keer)
  - NWA International Tag Team Championship (3 keer met Dory Funk Jr.)
  - NWA World Tag Team Championship (Los Angeles versie) (1 keer met Dory Funk Jr.)

- NWA Western States Sports
  - NWA International Tag Team Championship (2 keer met Dory Funk Jr.)
  - NWA Western States Heavyweight Championship (7 keer)
  - NWA Western States Tag Team Championship (2 keer met Ricky Romero)
  - NWA World Tag Team Championship (Texas version) (2 keer met Dory Funk Jr.)

- Pro-Pain Pro Wrestling
  - 3PW Heavyweight Championship (1 keer)

- Pro Wrestling Illustrated
  - PWI Feud of the Year (1989) vs. Ric Flair
  - PWI Most Inspirational Wrestler of the Year (1997)
  - PWI Wrestler of the Year (1976)

- Professional Wrestling Hall of Fame and Museum
  - Class of 2004

- Southwest Championship Wrestling
  - SCW Southwest Heavyweight Championship (1 keer)
  - SCW World Tag Team Championship (1 keer met Dory Funk Jr.)

- St. Louis Wrestling Club
  - NWA Missouri Heavyweight Championship (1 keer)

- Stampede Wrestling
  - Stampede Wrestling Hall of Fame

- United States Wrestling Association
  - USWA Unified World Heavyweight Championship (1 keer)

- World Wrestling Federation/Entertainment
  - WWF Tag Team Championship (1 keer met Cactus Jack)
  - WWE Hall of Fame (Class of 2009)

## Buiten worstelen

#### Filmografie
- Films
  - Paradise Alley (1978)
  - Over the Top (1987)
  - Timestalkers (1987)
  - Road House (1989)
  - Mom, Can I Keep Her? (1998)
  - Active Stealth (1999)
  - Beyond the Mat (1999)
  - Friday Night Lights (2004) (Uncredited role)
  - The Ringer (2005)
- Televisie series
  - Wildside (1985)
  - Swamp Thing (1991)
  - Quantum Leap (1991)
  - Tequila and Bonetti (1992)
  - The Adventures of Brisco County, Jr. (1993)
  - Thunder in Paradise (1994)
  - Beyond Belief - Fact or Fiction (1998)

#### Boeken
- Autobiografie: Terry Funk: More Than Just Hardcore 2005